# كنغاور
كنغاور (بالفارسية: کنگاور) (بالکردیة:که‌نگاوه‌ر، Gangawarê) هي مدينة تقع في إيران في البلدة المركزية. يقدر عدد سكانها بـ 48,901 نسمة .

## أعلام
- محمود أمجد